# Nieng Yan
Nieng Yan (Ning Jen, čínsky 颜宁; * 21. listopadu 1977) je čínská strukturní bioložka. Byla profesorkou molekulární biologie na Princetonské univerzitě (New Jersey v USA), která je jedním z osmi členů Ivy League (osmi elitních soukromých univerzit na severovýchodě USA). V roce 2022 se stala zakládající děkankou Lékařské akademie výzkumu v Šen-čenu v Číně.
Zabývá se především strukturní a chemickou podstatou membránového transportu a metabolismu lipidů:
- Membránový transport v buněčné biologii znamená přenos různých látek buněčnou membránou. Tento přenos je extrémně důležitý, neboť všechny životní procesy a buněčné funkce závisejí na tom, zda je buňka schopna komunikovat s okolním prostředím.
- Metabolismus lipidů (tuků) je proces syntézy a degradace lipidů v buňkách. Je velmi důležitý, neboť lipidy využívá organismus jako zásobu energie, stavební látku nebo jako rozpouštědlo pro nepolární látky.

Za svůj výzkum získala řadu cen. V letech 2012–2017 byla mezinárodní vědkyní HHMI v rané kariéře, v roce 2015 získala cenu Protein Society Young Investigator Award, v roce 2015 mezinárodní cenu Beverley & Raymond Sackler v biofyzice, v roce 2016 cenu Alexander M. Cruickshank Award na GRC o membránových transportních proteinech, v roce 2018 cenu FAOBMB za excelenci ve výzkumu a cenu Weizmann Women & Science Award 2019. V dubnu 2019 byla zvolena zahraničním spolupracovníkem Národní akademie věd USA. V roce 2021 byla zvolena členem Americké akademie umění a věd.

## Mládí a vzdělání

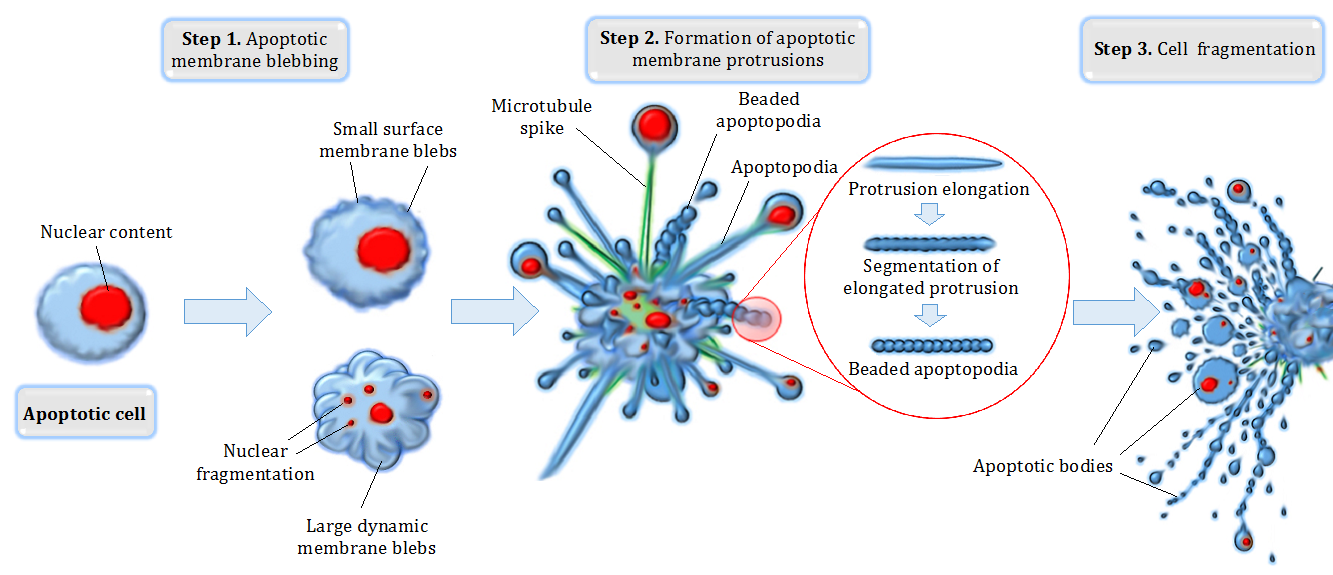
Apoptóza - proces programované buněčné smrti (Programmed Cell Death, PCD) u mnohobuněčných organismů.

Nieng Yan se narodila v roce 1977 v Zhangqiu v provincii Ťi-nan v Číně. V roce 2000 získala bakalářský titul na katedře biologických věd a biotechnologie na univerzitě Tsinghua v Pekingu. Poté studovala molekulární biologii na Princetonské univerzitě pod vedením Shi Yigonga a v roce 2004 získala titul Ph.D. Její disertační práce se jmenovala: Biochemická a strukturální disekce regulace apoptotických cest u octomilek obecných a háďátka obecného.  
V roce 2006 se stala regionální vítězkou ceny Young Scientist Award v Severní Americe, která je sponzorována společnostmi Science/AAAS a GE Healthcare. Dostala ji za svou diplomovou práci o strukturní a mechanistické studii programované buněčné smrti.
Do roku 2007 pokračovala v postdoktorském studiu na Princetonské univerzitě se zaměřením na strukturální charakteru intramembránových proteáz.

## Kariéra

Srovnání proteinového kanálu a transportního proteinu v buněčné membráně. Cell membrane = buněčná membrána, Extracellular space = vnější prostředí buňky, Intracellular space = vnitrobuněčné prostředí, Protein channel = proteinový kanál, Carrier proteins = transportní protein nebo přenašeč (změní formu, tvar, aktivitu, tak, aby zajistil přenesení konkrétní molekuly skrz membránu. Na rozdíl od kanálů je přenašeč orientován svým vazebným místem střídavě na jednu a na druhou stranu membrány).

- Srovnání proteinového kanálu a transportního proteinu v buněčné membráně. Cell membrane = buněčná membrána, Extracellular space = vnější prostředí buňky, Intracellular space = vnitrobuněčné prostředí, Protein channel = proteinový kanál, Carrier proteins = transportní protein nebo přenašeč (změní formu, tvar, aktivitu, tak, aby zajistil přenesení konkrétní molekuly skrz membránu. Na rozdíl od kanálů je přenašeč orientován svým vazebným místem střídavě na jednu a na druhou stranu membrány).V roce 2007 po ukončení studií v Americe se Nieng Yan vrátila do Číny na univerzitu Tsinghua na pozvání Zhao Nanminga, tehdejšího ředitele katedry biologie. Ve věku 30 let se stala nejmladší profesorkou a Ph.D. poradkyní v Tsinghua. Její výzkum se zaměřil na strukturu a mechanismus membránových transportních proteinů, především glukózovým transportérem GLUT1 a napěťově řízenými sodíkovými a draslíkovými kanály.
- V roce 2017 se Nieng Yan rozhodla opustit Tsinghua a začít pracovat na Princetonské univerzitě. Tento krok vzbudil v Číně širokou pozornost a vedl k národní diskusi jak ve vědecké komunitě, tak v široké veřejnosti. Příčinou tohoto kroku pravděpodobně byla její kritika neochoty Čínské národní nadace pro přírodní vědy podporovat vysoce rizikový výzkum. Ona však později toto tvrzení odmítla a uvedla, že příčinou byla změna prostředí, která jí přinesla novou inspiraci pro akademický výzkum.
- V roce 2022, během projevu na Shenzhen Global Innovation Forum of Talents, oznámila, že odstupuje ze své pozice v Princetonu a vrací se do Číny, aby se stala zakládající děkankou Lékařské akademie výzkumu v Šen-čenu (Shenzhen).
- V roce 2023 byla jmenována ředitelkou laboratoře Shenzhen Bay.

## Ocenění

### 2019
- Národní akademie věd Zahraniční spolupracovník, Národní akademie věd USA
- Weizmann Women & Science Award, Weizmannův institut věd

### 2018
- Cena FAOBMB za excelenci, Federace národních společností biochemie a molekulární biologie v regionu Asie a Oceánie

### 2017
- Wu-Janssenova cena za základní biomedicínský výzkum, Čína
- Cena za výuku, Univerzita Čching-chua

### 2016
- Cena Alexandera M. Cruickshanka za Gordonovu výzkumnou konferenci o membránových transportních proteinech

### 2015
- The Protein Science Young Investigator Award, Protein Society
- Mezinárodní cena Raymonda a Beverly Sacklerových za biofyziku, Telavivská univerzita

### 2014
- Buňka "40under 40"
- Ceny Promega za biochemii, Promega
- Cheung Kong Scholar, Ministerstvo školství, Čína
- Cena Ho Leung Ho Lee za pokrok ve vědě a technologii, Čína

### 2012
- Howard Hughes Medical Institute International Early Career Scientist, HHMI
- Cena za "Ženy ve vědě" Číny
- Cena CC Tan za inovace ve vědách o živé přírodě, Čína

### 2011
- National Outstanding Young Scientist Award, Čína

### 2006
- Young Scientist Award (regionální vítěz Severní Ameriky), AAAS/Science a GE